# Lijst van coaches van het Fijisch voetbalelftal (mannen)
Dit is een lijst van coaches van het Fijisch mannen voetbalelftal.

## Bondscoaches
| Naam                   | Land van herkomst | Aanstelling | Ontslag |
| ---------------------- | ----------------- | ----------- | ------- |
| Sashi Mahendra Singh   | Fiji              | 1960        | 1972    |
| Mohammed Ali Sahu Khan | Fiji              | 1972        | 1974    |
| Sashi Mahendra Singh   | Fiji              | 1974        | 1976    |
| John Lal               | Fiji              | 1977        | 1978    |
| Moti Musadilal         | Fiji              | 1979        | 1979    |
| Sashi Mahendra Singh   | Fiji              | 1980        | 1980    |
| Wally Hughes           | Engeland          | 1981        | 1982    |
| Rudi Gutendorf         | Duitsland         | 1983        | 1983    |
| Michael Thoman         | Fiji              | 1983        | 1984    |
| Billy Singh            | Fiji              | 1985        | 1986    |
| Rudi Gutendorf         | Duitsland         | 1987        | 1987    |
| Billy Singh            | Fiji              | 1987        | 1992    |
| Danny McLennan         | Schotland         | 1993        | 1995    |
| Billy Singh            | Fiji              | 1995        | 2002    |
| Les Scheinflug         | Australië         | 2002        | 2002    |
| Tony Buesnel           | Australië         | 2003        | 2004    |
| Lee Sterrey            | Australië         | 2005        | 2006    |
| Juan Carlos Buzzetti   | Uruguay           | 2006        | 2009    |
| Yogendra Dutt          | Fiji              | 2009        | 2010    |
| Gurjit Singh           | Fiji              | 2011        | 2011    |
| Juan Carlos Buzzetti   | Uruguay           | 2011        | 2015    |
| Frank Farina           | Australië         | 2015        | 2016    |
| Christophe Gamel       | Frankrijk         | 2016        | 2019    |
| Flemming Serritslev    | Denemarken        | 2020        | 2022    |
| Marika Rodu            | Fiji              | 2023        | 2023    |
| Robert Sherman         | Wales             | 2023        | Heden   |

FFA · A-internationals · Fijisch vrouwenelftal
1950 – 1959 · 
1960 – 1969 · 
1970 – 1979 · 
1980 – 1989 · 
1990 – 1999 · 
2000 – 2009 · 
2010 – 2019 ·
2020 − 2029
Amerikaans-Samoa ·
Australië ·
China ·
Cookeilanden ·
Estland ·
Filipijnen ·
Hongkong ·
India ·
Indonesië ·
Maleisië ·
Mauritius ·
Mexico ·
Nieuw-Caledonië ·
Nieuw-Zeeland ·
Papoea-Nieuw-Guinea ·
Salomonseilanden ·
Samoa ·
Singapore ·
Tahiti ·
Taiwan ·
Tonga ·
Vanuatu